# سگ‌ماهی دندان‌سوهانی
سگ‌ماهی دندان‌سوهانی (نام علمی: Miroscyllium sheikoi) نام یک گونه از تیره چراغ‌کوسه‌ها است.